# Sonamukhi
Sonamukhi (en bengalí: সোনামুখী ) es una ciudad de la India, en el distrito de Bankura, estado de Bengala Occidental.

## Geografía
Se encuentra a una altitud de 72 m s. n. m. a  km de la capital estatal, Calcuta, en la zona horaria UTC +5:30.

## Demografía
Según estimación 2010 contaba con una población de 29 359 habitantes.